# Підборіддя

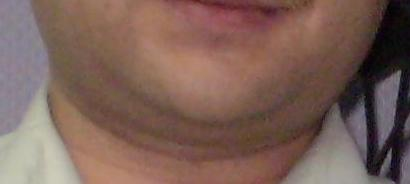
Підборіддя

Підборі́ддя — нижня частина обличчя, розташована донизу від нижньої губи. Форма підборіддя визначається будовою кісток нижньої щелепи, рядом м'язів: підборідним, квадратнтим, м'язом нижньої губи і трикутним, а також жировими відкладеннями. Кровопостачання надходить від нижньої альвеолярної артерії.
Під «подвійним (потрійним) підборіддям» зазвичай мають на увазі жирові складки, що утворюються під підборіддям на шиї.
Підборіддя не має жодний інший вид ссавців, навіть у наших найближчих родичів людини розумної, у неандертальців його не було.
Існує декілька гіпотез, які пояснюють еволюцію людського підборіддя. За однією зних воно могло розвинутися, щоб зміцнити щелепу печерної людини на випадок бійки. За іншою — щоб чоловіча борода виглядала більш пишною. Це могло бути результатом того, що люди почали їсти оброблену і м'якшу їжу, залишившись з непотрібним виступом ослабленої щелепи.
1. ↑  Макс Телфорд (4 липня 2025). Розмір має значення? Частини тіла, розмір яких еволюція не може пояснити. BBC. Процитовано 21 липня 2025.